# European Locksmith Federation
ELF – steht für European Locksmith Federation („Europäische Schlosser Föderation“). Die ELF wurde 1984 auf Initiative der Gesellschaft deutscher Schlüsseldienste interkey in Frankfurt gegründet. Weitere Gründungsmitglieder waren Schlosserverbände aus Norwegen, Dänemark, Schweden und England. Seither gilt ELF als europäischer Dachverband zur verbesserten Zusammenarbeit von Schlüsseldiensten mit Vertretern der Sicherheitsindustrie. Der Verbandshauptsitz befindet sich in Helsinki. Jährlich veranstaltet die ELF einen europaweiten Kongress.
2020 kann der Dachverband auf 1600 Firmen, 10.000 Schlüsseldiensten und mehr als einem Dutzend Hersteller für Sicherheitsprodukte verweisen.

## Nationale Verbände
Bulgarien
- Associated Locksmith of Bulgaria - Nalob

Belgien
- Federation Nationale Des Serruriers

Tschische Republik
- Cech mechanickych zamkovych systemu (CMZS) - Czech Lock Systems Association

Dänemark
- Lasesmede Foreningen

Finnland
- Finnish Security Contractors' Association - Lukkoliikkeet

Deutschland
- interkey Fachverband e.V.

Irland
- Associated Locksmiths of Ireland

Israel
- Israel Locksmiths Association

Italien
- Esperti Riferme Serrature Italia

Lettland
- Ats leguserviss

Litauen
- Lithuanian Locksmith Association - Asociacija

Niederlande
- Nederlandse Sleutel- en Slotenspecialisten Gilde

Norwegen
- Foreningen Norske Låsesmeder

Polen
- Polish Locksmith Association

Portugal
- ASSOCIAÇÃO PORTUGUESA DE EMPRESAS DE CHAVES E SISTEMAS DE SEGURANÇA

Spanien
- Asoc Prof Espana den Cerrajeria y Seguridad

Schweden
- SLR Sveriges Lås & Säkerhetsleverantörers Riksförbund

Vereinigtes Königreich
- European Locksmith Federation

Ukraine
- Ukrainian Locksmith Federation